# Изола (Верчели)
Изола је насеље у Италији у округу Верчели, региону Пијемонт.
Према процени из 2011. у насељу је живело 38 становника. Насеље се налази на надморској висини од 523 м.